# Hyperomyzus yulongshanensis
Hyperomyzus yulongshanensis är en insektsart. Hyperomyzus yulongshanensis ingår i släktet Hyperomyzus och familjen långrörsbladlöss. Inga underarter finns listade i Catalogue of Life.